# ニコライ・アレクセーヴィチ・カサートキン
ニコライ・アレクセーヴィチ・カサートキン（ロシア語: Никола́й Алексе́евич Каса́ткин, ラテン文字転写: Nikolay Alekseyevich Kasatkin、1859年12月13日 - 1930年12月17日）は、ロシアの画家である。社会リアリズムの創始者の一人とされる。

## 略歴
モスクワで版画家の息子に生まれた。1873年から1883年の間、モスクワ絵画・彫刻・建築学校でヴァシリー・ペロフとイラリオン・プリャニシニコフに学んだ。美術学校を卒業した後、展覧会に出展して入賞した。
1891年から「移動派」の展覧会に出展を始め、1894年から1917年の間はモスクワ絵画・彫刻・建築学校で教師を務めた。1883年から30年間、モスクワの出版社主のイワン・シティン（Ivan Sytin）に協力し、シティンの出版したカレンダーなどにイラストを提供した。1910年頃から農奴解放令発布50周年を記念して出版された百科事典「Великая реформа」や歴史に関する書籍に作品を提供した。
1903年に、帝国芸術アカデミーの会員に選ばれ、1900年のパリ万国博覧会に参加し、銀メダルを受章し、1904年のセントルイス万国博覧会にも参加した。1905年からのロシア第一革命に影響を受けた一連の作品を制作した。
10月革命の後、モスクワ絵画・彫刻・建築学校は閉鎖され、国立自由美術工房（Svomas）に改組された。ロシア内戦後の1923年に最初の「共和国人民芸術家」に選ばれ、「ロシア革命芸術家協会」のメンバーに選ばれた。
1924年には、イギリスに旅した。2年後、モスクワの「革命博物館」（現「ロシア国立現代史中央博物館」）のために肖像画を制作をした。社会主義リアリズムの先駆者の一人と考えられていて、「画家のゴーリキー」と呼ばれることもあった。
「革命博物館」での展示会中に急死した。1956年と1971年に、ソ連によってカサートキンを記念する切手が発行された。

## 作品

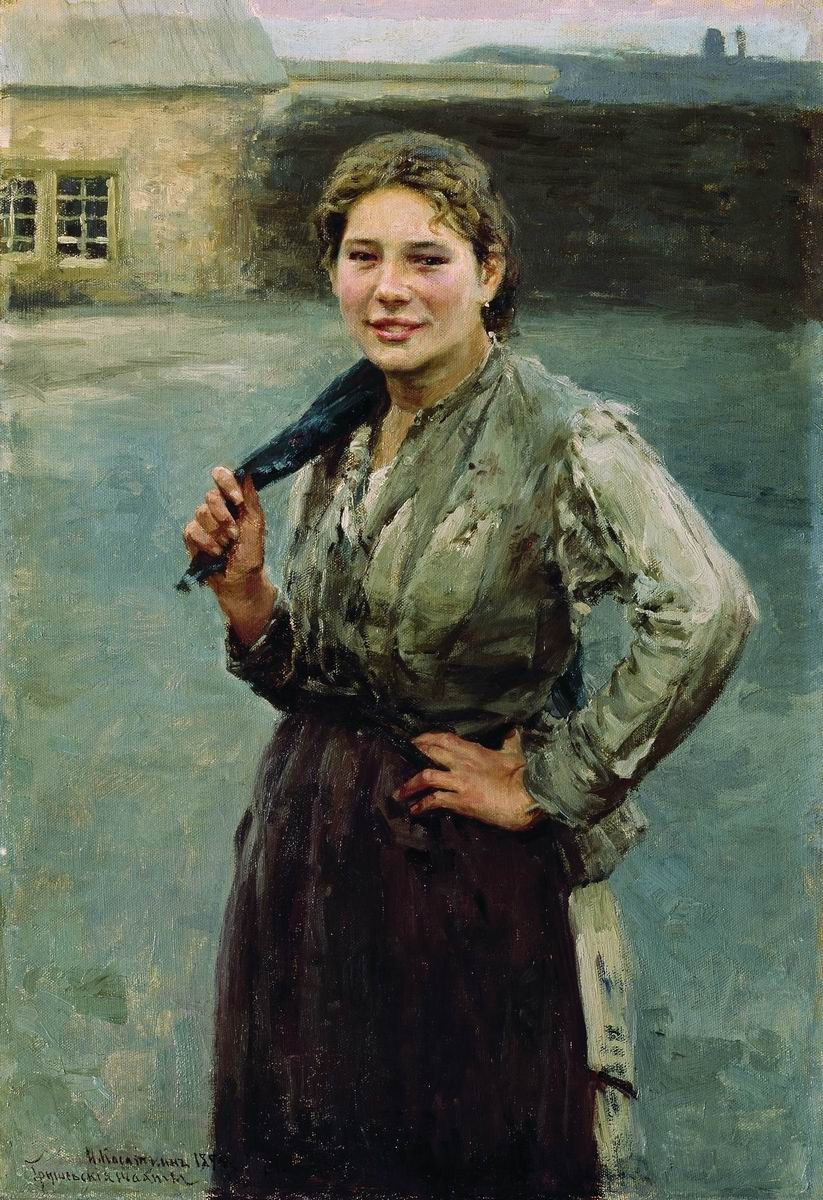
鉱山労働者(1894) トレチャコフ美術館
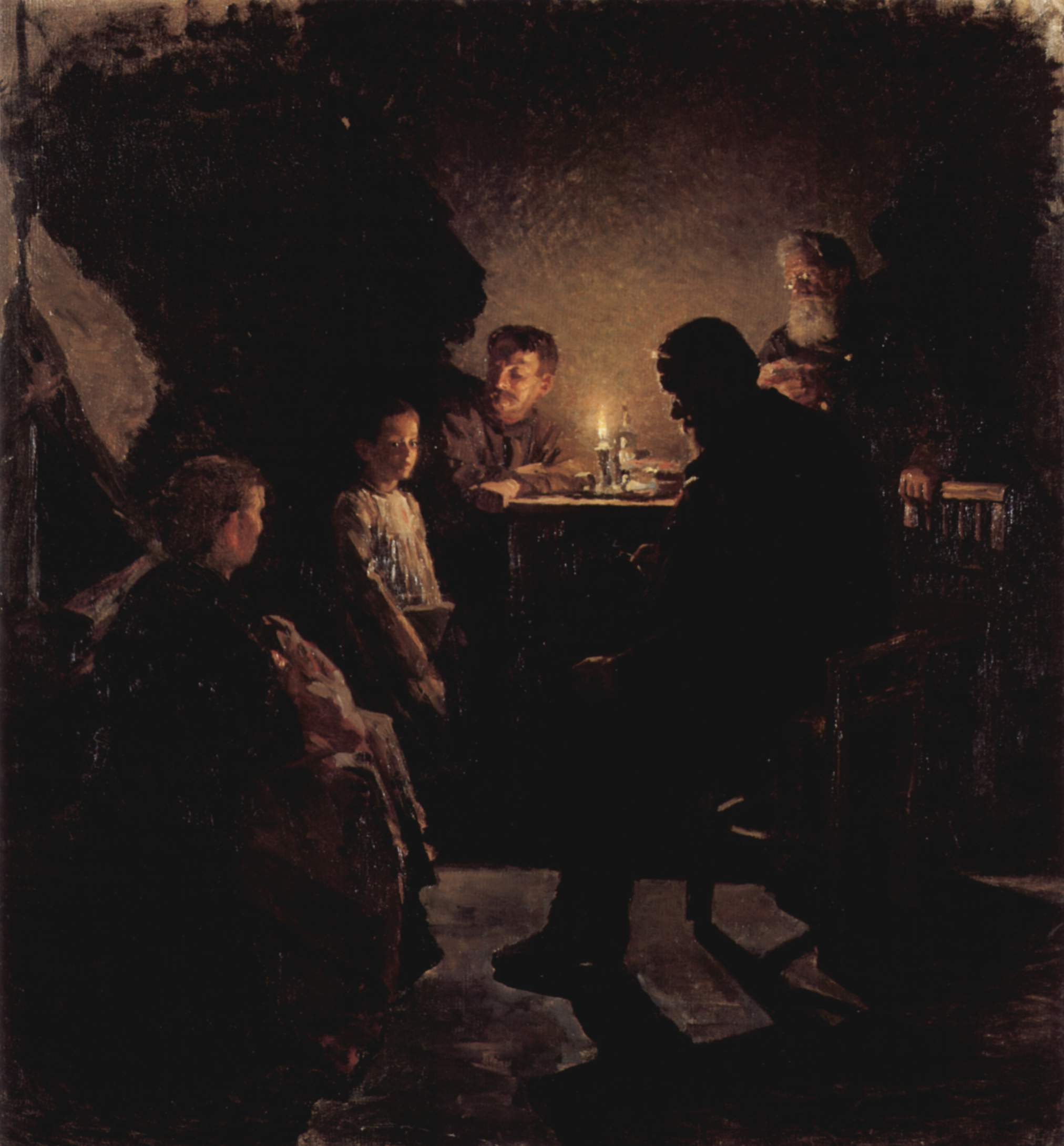
労働者の家族(1890s) ロシア美術館
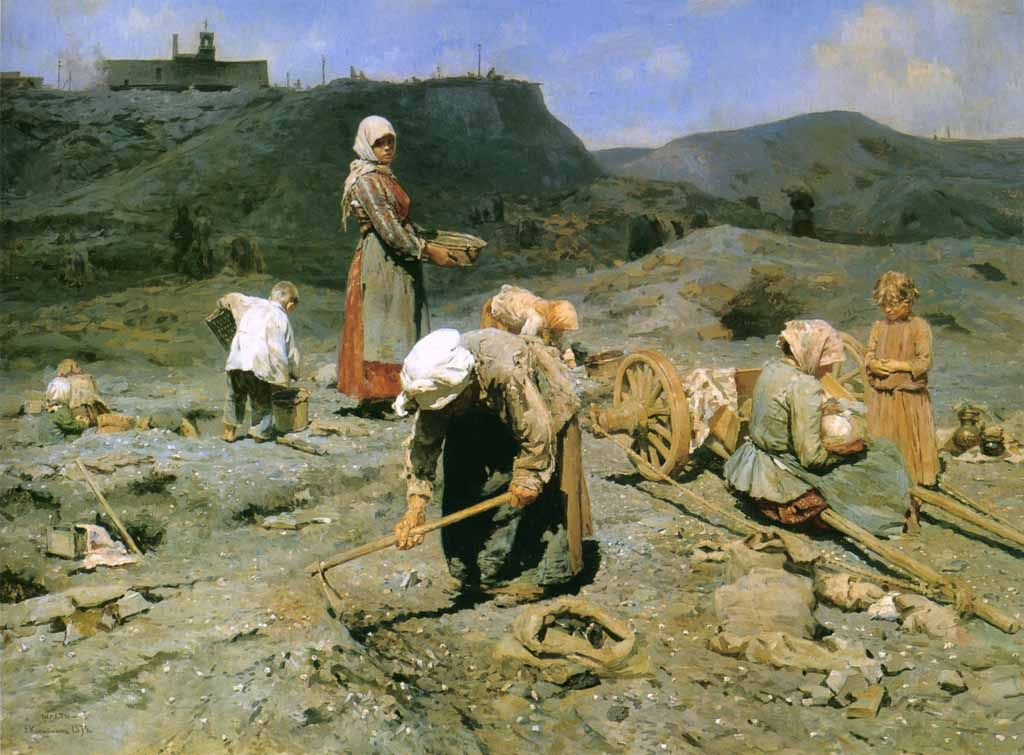
石炭を拾う貧しい人々
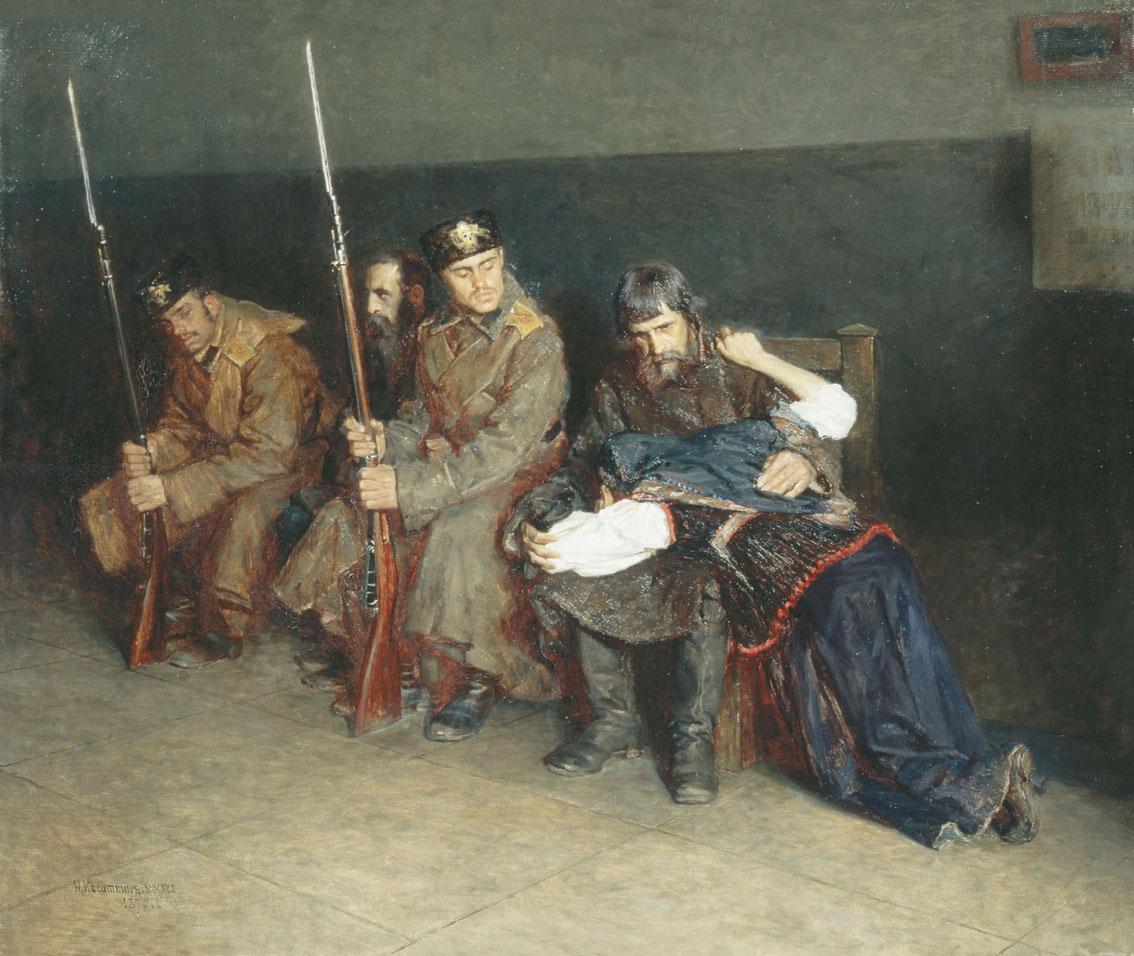
地方裁判所の廊下にて(1897) セヴァストポリ美術館